# Meister des Tennenbacher Altars
Als Meister des Tennenbacher Altars wird ein namentlich nicht bekannter gotischer Maler des Spätmittelalters bezeichnet. Der oberrheinische Meister erhält seinen Notnamen nach dem von ihm für das Zisterzienserkloster Tennenbach im Schwarzwald gegen Ende des 15. Jahrhunderts geschaffenen Altar.

## Schule und Stil
Der  Meister des Tennenbacher Altars wird als Schüler der Werkstatt oder zumindest dem Umkreis von Jost Haller zugerechnet, einem Maler, der bis um 1485 in Strassburg und Saarbrücken tätig war. Wie dieser ist er noch dem Weichen Stil verpflichtet, zeigt aber auch den Einfluss der zeitgenössischen niederländischen Malerei der Gotik, als z. B. in den Bildern von Robert Campin und dessen Schüler Rogier van der Weyden die realistische Darstellung von Details begonnen hatte. Typisch für die Figuren in den Bildern des Meisters des Tennenbacher Altars sind ihre „fast kindlich weichen Züge“.

## Tennenbacher Altar
Die heute noch erhaltenen 15 Tafeln des Tennenbacher Altars sind auf die Staatliche Kunsthalle in Karlsruhe und das Augustinermuseum in Freiburg verteilt. Dargestellt sind Szenen aus der Passion Christi und ein Marienzyklus. Nach seinem späteren Aufbewahrungsort wird das Werk auch „Staufener Altar“ genannt.